# Svadilfari

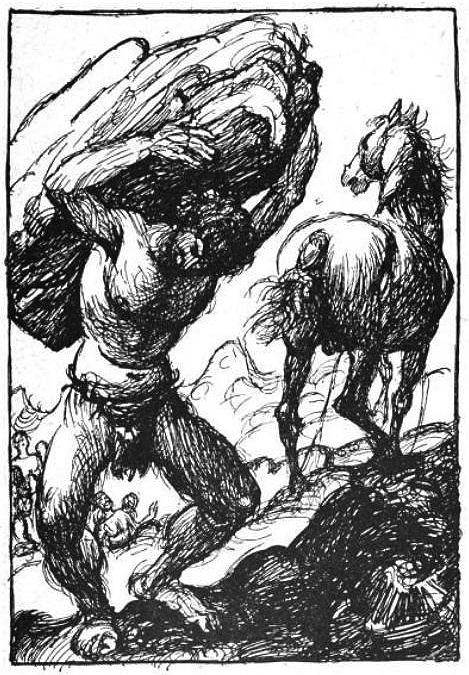
Nepojmenovaný mistr stavitel se svým koněm Svadilfarim od Roberta Engelse 1919

Svadilfari je kouzelný hřebec ze severské mytologie. Patřil obrovi neznámého jména (z kmene hrimthursar - tzv. obři z jinovatky; někdy se jako jeho jméno uvádí Blast), který se přestrojil za člověka - kameníka - a postavil hradby kolem Ásgardu.

## Stavba Ásgardské zdi
Po válce mezi Ásy a Vány byla zeď kolem Ásgardu, sídla bohů, zbořena. Jednoho dne k bohům přišel převlečený obr a nabídl jim, že postaví hradby nové, silnější a vyšší než předtím. Jako odměnu požadoval slunce, měsíc a bohyni Freyu za manželku.
Bohové byli nabídkou pobouřeni, ale Loki jim poradil, aby ji přijali pod podmínkou, že zeď postaví za šest měsíců (mezi zimním a letním slunovratem) a bez pomoci člověka, jinak nedostane nic. Obr souhlasil, za předpokladu, že mu může pomoci jeho hřebec Svadilfari.
Kameník tedy začal stavět, nashromáždil velké kameny a Svadilfari těžký náklad s lehkostí dopravil na místo. Když bohové uviděli, kolik práce stihl za jedinou noc, rozzlobili se, neboť bylo jasné, že kameník není obyčejný člověk, ale obr. Nemohli však nic dělat.
Jak se letní slunovrat blížil a zeď už byla téměř dokončená, začali se bohové obávat, že obr vše stihne do stanovené lhůty. Obořili se na Lokiho, který jim tak špatně poradil, a Loki slíbil, že se postará, aby obr svou odměnu nedostal.
Druhý večer se Loki v podobě překrásné klisny objevil před Svadilfarim. Hřebce přemohla touha a zapomněl na pána i jeho práci a zpřetrhal postroje. Pronásledoval klisnu celou noc a obr jej musel chytat. Hradby se mu nepodařilo dokončit. Rozzuřený obr se stále dožadoval své odměny, především krásné Freyi a tak jej bůh Thór jednou ranou svým kladivem Mjollni zabil.
O několik měsíců později se Lokimu narodilo osminohé hříbě jménem Sleipnir, které daroval Ódinovi.
Příběh o stavbě Ásgardské zdi a Svadilfarim lze najít v Mladší Eddě Snorriho Sturlusona v části Gylfaginning.